# 厳教寺
厳教寺（ごんきょうじ）は、福井県福井市上森田にある浄土真宗本願寺派の寺院である。本尊は阿弥陀如来である。

## 歴史
1539年（天文8年）、朝倉敏景の孫敏行は、吉田郡上野村（福井市上野町）の天台宗来迎堂教覚院の住職道全に帰依し、「道順」と号した。1541年、師道全亡き後、道順が後を継いで同院の住職となった。しかし念仏のみ教えに深く感銘を受けた道順は、翌年本願寺に帰依し、教覚院を浄土真宗の道場とした。よって道順がこの寺の開基となる。
1574年（天正2年）、織田信長は越前を攻め、多くの寺を焼き払った。道順は、この時のご本尊である弥陀三尊仏（阿弥陀如来、観音菩薩、勢至菩薩）を自ら背負い、岩谷村（丸岡町山竹田）の岩穴に安置し、暫くその地に留まり難を逃れた。
その後、称念寺（丸岡町長崎）に身を寄せ、そこで「講」を結び、念仏のご法義を相続して行き、1581年(天正9年)には、再び道場を復興するに至った。
260年余り後、第9代住職善学の「夢告」によって、岩穴で痛々しく変わり果てた「三尊仏」が発見された。現在も宝物として、本堂内陣に安置されている。
1601年（慶長5年）、第2代住職道興の時、教覚院を改めて、本願寺より「厳教寺」の寺号を賜った。
また今日の本尊「阿弥陀如来御木像」は、第5代住職道光の時より安置されている。